# Vegas de Matute
Vegas de Matute – gmina w Hiszpanii, w prowincji Segowia, w Kastylii i León, o powierzchni 21,92 km². W 2011 roku gmina liczyła 293 mieszkańców.